# Norrköpings tapetfabrik

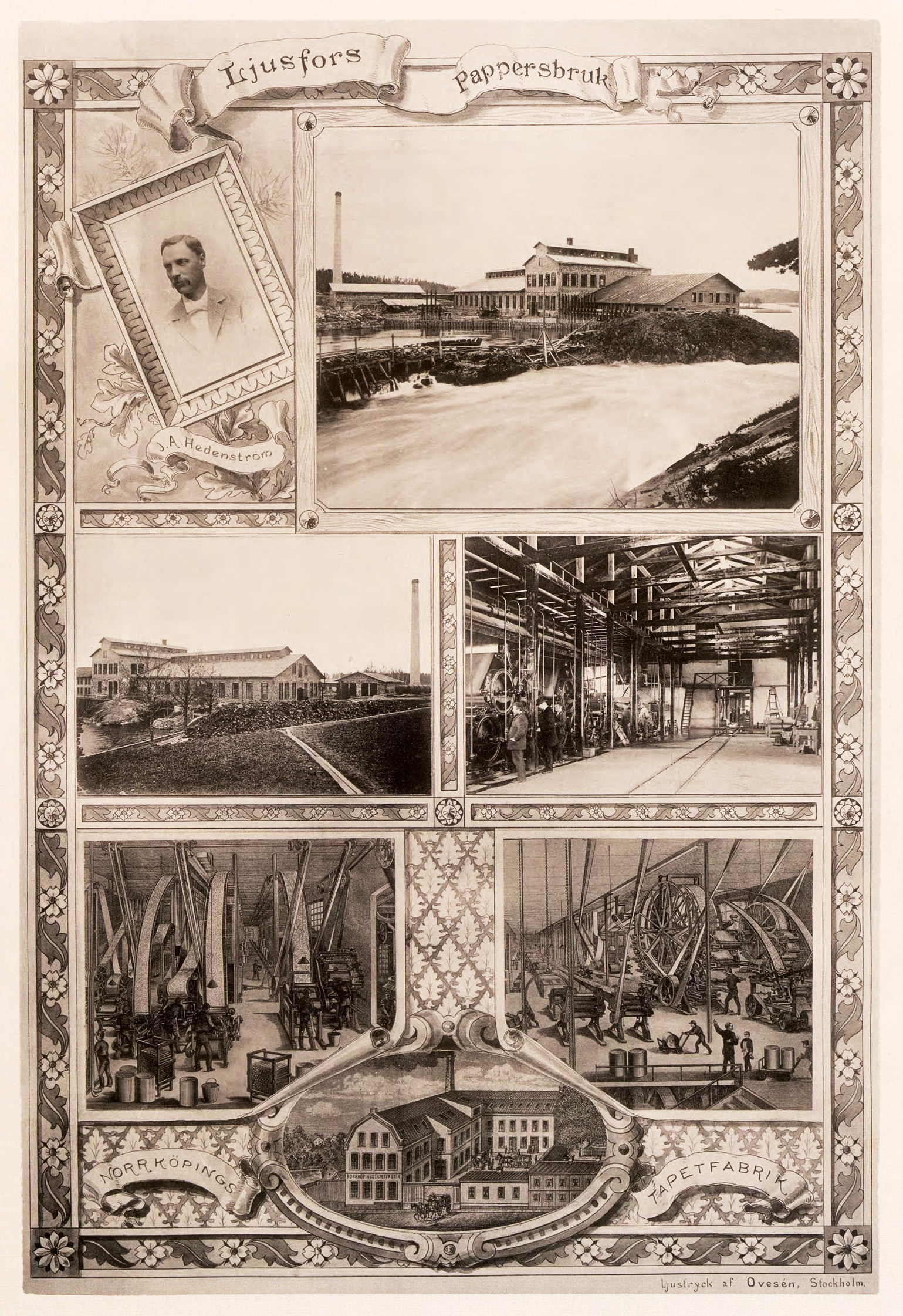
Norrköpings Tapetfabrik och Ljusfors Pappersbruk omkring 1900.

Norrköpings tapetfabrik grundades av Johan Alfred Hedenström 1880 och var belägen i kvarteret Kopparkypen vid Källvindsgatan i Norrköping. Fabriken kompletterades 1888 med en kemisk färgfabrik i samma fastighet. För att förse tapetfabriken med rullpapper grundade Hedenström dessutom 1893 Ljusfors bruk (sålt till Fiskeby Fabriks AB 1918).
1919 överlät J A Hedenström Norrköpings tapetfabrik till sönerna Alfred och Oscar Hedenström. Den förre blev efter några år ensam ägare till företaget och drev det till sin bortgång 1958, varefter dottern Marianne Hernelius (född Hedenström) tog över (1959). I samband med detta omvandlades firman till aktiebolag (Norrköpings Tapetfabrik AB).
Som ett slutled i 1960-talets fusion av tapetindustrin uppgick företaget 1969 i Engblad & Co Tapetfabriker AB. Tillverkningen i lokalerna vid Källvindsgatan överfördes därefter successivt till moderbolaget och upphörde vid årsskiftet 1970-1971.
Josef Frank ritade flera mönster till tapeter som tillverkades av Norrköpings tapetfabrik. Fortfarande finns dessa mönster, så som Paradiset, Eldblomma och Vårklockor att köpa hos Svenskt Tenn på Strandvägen i Stockholm.

## Tapetmönster

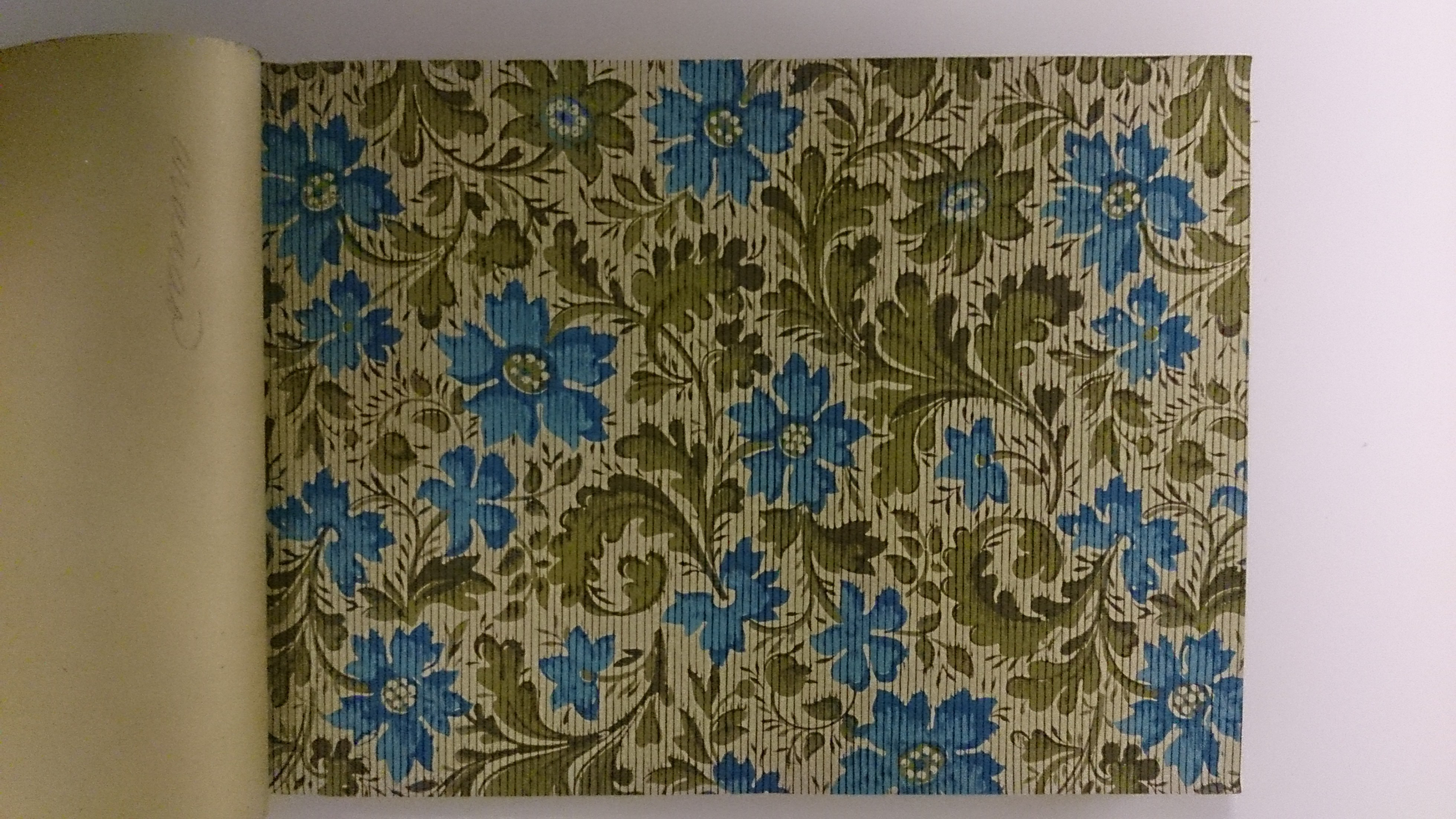
Tapetmönster ur Norrköpings tapetfabriks provkarta nr 4, troligen från andra hälften av 1880-talet.
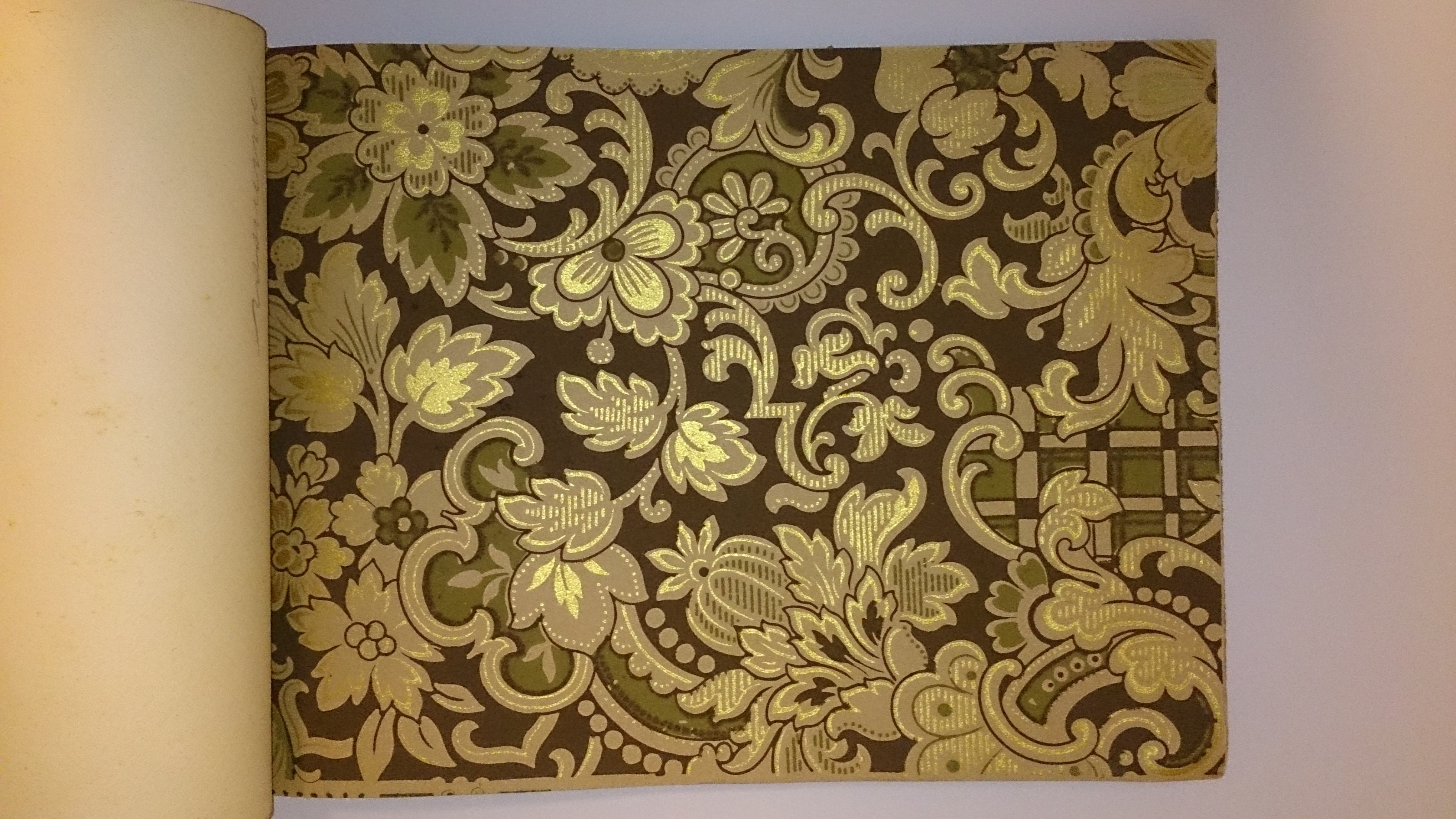
Tapetmönster ur Norrköpings tapetfabriks provkarta nr 6, troligen från andra hälften av 1880-talet.